# 毛泽东在才溪
毛泽东在才溪是中華人民共和國一部電影，也是中国共产党成立100周年的獻禮片。該片由毛泽东的女儿李敏担任影片总顾问，韦廉执导，福建省龙岩市文联名誉主席林国良、韦廉编剧，国家话剧院演员、国家一级话剧演员王晖主演。八一电影制片厂和福建上杭才溪文化传播有限公司联合摄制。影片講述的是寧都會議召開後被剝奪軍權的毛泽东於1933年在才溪乡做调查的故事。電影中由王晖飾演的毛澤東說的是湖南普通話。2021年5月8日，毛泽东在才溪上映。影片中還出現周恩来、朱德、谢觉哉等人物。

## 創作
龙岩市文联名誉主席林国良在電影籌拍前就已创作了文学剧本《毛泽东在才溪》。2017年3月，林国良邀請韦廉作为第二编剧加入文学剧本创作。毛泽东在才溪是一部小成本影片，没有大的战争场景。影片在才溪鎮取景拍摄，许多镜头取自當地的“苏维埃政府旧址”、“列宁堂旧址”。片中大量角色由当地群众饰演。